# Campeonato Carioca de Voleibol Feminino de 2018
O Campeonato Carioca de Voleibol Feminino de 2018 foi a 73ª edição do também chamado campeonato estadual adulto na variante feminina do Rio de Janeiro.

## Participantes
| Equipe         | Cidade         | Em 2017        | Títulos             |
| Fluminense     | Rio de Janeiro | 2º             | 27 (último em 2016) |
| Rio de Janeiro | Rio de Janeiro | Campeão        | 13 (último em 2017) |
| Flamengo       | Rio de Janeiro | Não participou | 9 (último em 1984)  |
| Botafogo       | Rio de Janeiro | 3º             | 8 (último em 1995)  |

## Fase classificatória
- Vitória por 3 sets a 0 ou 3 a 1: 3 pontos para o vencedor;
- Vitória por 3 sets a 2: 2 pontos para o vencedor e 1 ponto para o perdedor.
- Em caso de igualdade por pontos, os seguintes critérios servem como desempate: número de vitórias, média de sets e média de pontos.

|  |                              |
|  | Equipe classificada à final. |

|     |                |     | Jogos | Jogos | Jogos | Resultados | Resultados | Resultados | Resultados | Resultados | Resultados | Sets | Sets | Sets  | Pontos | Pontos | Pontos |
| Pos | Equipe         | Pts | T     | V     | D     | 3–0        | 3–1        | 3–2        | 2–3        | 1–3        | 0–3        | V    | P    | R     | V      | P      | R      |
| --- | -------------- | --- | ----- | ----- | ----- | ---------- | ---------- | ---------- | ---------- | ---------- | ---------- | ---- | ---- | ----- | ------ | ------ | ------ |
| 1   | Fluminense     | 8   | 3     | 3     | 0     | 1          | 1          | 1          | 0          | 0          | 0          | 9    | 3    | 3,000 | 255    | 219    | 1.164  |
| 2   | Rio de Janeiro | 7   | 3     | 2     | 1     | 1          | 1          | 0          | 1          | 0          | 0          | 8    | 4    | 2,000 | 279    | 235    | 1.187  |
| 3   | Flamengo       | 3   | 3     | 1     | 2     | 1          | 0          | 0          | 0          | 2          | 0          | 5    | 6    | 0.833 | 227    | 225    | 1.009  |
| 4   | Botafogo       | 0   | 3     | 0     | 3     | 0          | 0          | 0          | 0          | 0          | 3          | 0    | 9    | 0,000 | 118    | 225    | 0.524  |

Resultados
| 18 de outubro de 2018 19:00 Relatório | Botafogo | 0 – 3             | Flamengo | General Severiano, Rio de Janeiro |
| 18 de outubro de 2018 19:00 Relatório | 16 4 10  | Set 1 Set 2 Set 3 | 25       | General Severiano, Rio de Janeiro |

| 25 de outubro de 2018 19:00 Relatório | Botafogo | 0 – 3             | Fluminense | General Severiano, Rio de Janeiro |
| 25 de outubro de 2018 19:00 Relatório | 9 17 18  | Set 1 Set 2 Set 3 | 25         | General Severiano, Rio de Janeiro |

| 1 de novembro de 2018 19:00 Relatório | Botafogo | 0 – 3             | Rio de Janeiro | General Severiano, Rio de Janeiro |
| 1 de novembro de 2018 19:00 Relatório | 18 14 12 | Set 1 Set 2 Set 3 | 25             | General Severiano, Rio de Janeiro |

| 3 de novembro de 2018 15:30 Relatório | Fluminense  | 3 – 2                         | Rio de Janeiro | Ginásio do Fluminense, Rio de Janeiro |
| 3 de novembro de 2018 15:30 Relatório | 18 23 25 17 | Set 1 Set 2 Set 3 Set 4 Set 5 | 25 18 23 15    | Ginásio do Fluminense, Rio de Janeiro |

| 5 de novembro de 2018 17:00 Relatório | Flamengo    | 1 – 3                   | Rio de Janeiro | Arena da Gávea, Rio de Janeiro |
| 5 de novembro de 2018 17:00 Relatório | 19 25 20 19 | Set 1 Set 2 Set 3 Set 4 | 25 23 25       | Arena da Gávea, Rio de Janeiro |

| 10 de novembro de 2018 16:00 Relatório | Fluminense | 3 – 1                   | Flamengo | Ginásio do Fluminense, Rio de Janeiro |
| 10 de novembro de 2018 16:00 Relatório | 25 22 25   | Set 1 Set 2 Set 3 Set 4 | 14 25 15 | Ginásio do Fluminense, Rio de Janeiro |

## Fase final
| 12 de novembro de 2018 21:00 Relatório | Fluminense     | 2 – 3                         | Rio de Janeiro | Tijuca Tênis Clube, Rio de Janeiro |
| 12 de novembro de 2018 21:00 Relatório | 21 25 16 25 12 | Set 1 Set 2 Set 3 Set 4 Set 5 | 25 23 25 19 15 | Tijuca Tênis Clube, Rio de Janeiro |

## Premiação
| Campeonato Carioca de Voleibol de 2018 |
| Rio de Janeiro                         |
| -------------------------------------- |
| Rio de Janeiro Campeão (14º título)    |